# PCX
PC Paintbrush File Format, meglio noto come PCX (da PiCture eXchange) è un formato di file per le immagini bitmap. Creato da ZSoft, è il formato nativo di PC Paintbrush, anche noto come Microsoft Paintbrush, sviluppato come risposta al software per MS-DOS PCPaint di IBM.

## Caratteristiche
Il PCX è un formato di immagine di tipo device independent (cioè indipendente dalla periferica e quindi non variante al variare dell'hardware sul quale viene riprodotto), raster, e con una palette iniziale che andava da 2 a 4 colori, o da 16 a 256 colori. Successivamente il formato venne esteso per poter gestire anche immagini truecolor, quindi con profondità di colore di 24 bit.

## Storia
Fu molto diffuso all'inizio dell'era dei personal computer, anche durante l'avvento dell'interfaccia grafica, attorno al 1985, con l'introduzione di Microsoft Windows, ma venne gradatamente soppiantato da formati più evoluti come TIFF, TGA e JPEG.